# 浪洞镇
浪洞镇，是中华人民共和国贵州省黔东南苗族侗族自治州黄平县下辖的一个乡镇级行政单位。
2013年4月25日，贵州省人民政府批复同意撤销浪洞乡，设置浪洞镇，镇人民政府驻浪洞村。

## 行政区划
浪洞镇下辖以下地区：
浪洞村、后寨村、平磨村、下六村、管桐村、毛坝村、大坝村、大冲村、勤龙村、平庄村、云雾山村、温水塘村、松洞村、松坪村、青杠坡村、板山村、湾溪村、花院村和桦稿村。